# Maryland City
Maryland City és una concentració de població designada pel cens dels Estats Units a l'estat de Maryland. Segons el cens del 2000 tenia 6.814 habitants.

## Demografia
Segons el cens del 2000, Maryland City tenia 6.814 habitants, 2.575 habitatges, i 1.732 famílies. La densitat de població era de 1.004,2 habitants per km².
Dels 2.575 habitatges en un 33,3% hi vivien nens de menys de 18 anys, en un 47,5% hi vivien parelles casades, en un 13,8% dones solteres, i en un 32,7% no eren unitats familiars. En el 24,6% dels habitatges hi vivien persones soles el 3,9% de les quals corresponia a persones de 65 anys o més que vivien soles. El nombre mitjà de persones vivint en cada habitatge era de 2,62 i el nombre mitjà de persones que vivien en cada família era de 3,13.
Per edats la població es repartia de la següent manera: un 26,5% tenia menys de 18 anys, un 8,8% entre 18 i 24, un 37,3% entre 25 i 44, un 19,8% de 45 a 60 i un 7,6% 65 anys o més.
L'edat mediana era de 33 anys. Per cada 100 dones de 18 o més anys hi havia 94 homes.
La renda mediana per habitatge era de 51.849 $ i la renda mediana per família de 55.754 $. Els homes tenien una renda mediana de 38.879 $ mentre que les dones 33.424 $. La renda per capita de la població era de 23.259 $. Entorn del 2,1% de les famílies i el 3,6% de la població estaven per davall del llindar de pobresa.

## Poblacions més properes
El següent diagrama mostra les poblacions més properes.